# Pedro Sarabia
Pedro Alcides Sarabia Achucarro (Asunción, Paraguay; 5 de julio de 1975) es un exfutbolista y entrenador. Actualmente dirige al Club Nacional  de la Primera División de Paraguay.

## Trayectoria
Pedro Sarabia, quien jugaba de defensa central, surgió de la cantera del Club Sport Colombia, donde debutó como profesional en 1992. Dos años después, recaló en el Club Cerro Porteño, en el que militó hasta 1996.
En aquel año, se marchó a Argentina, en donde fichó para Banfield y en 1997 pasó a River Plate, donde permaneció hasta 2002 ganando una buena cantidad de campeonatos. Para la Temporada 2002-2003, llegó a México para jugar con Jaguares de Chiapas; en el segundo semestre del 2003, retornó a su país con el Club Libertad.
Entre 2004 y 2005 jugó en Cerro Porteño, en el que sumó una estrella más a su palmarés. Tras ese breve paso regresó a Libertad, su segundo ciclo en el club, donde consiguió más títulos locales.
Se retiró de la práctica activa del fútbol profesional el 7 de julio del 2012, vistiendo la casaca albinegra.
En septiembre del año siguiente, tras la inesperada salida de Rubén Israel al frente de Libertad, Sarabia fue nombrado como su sucesor en el cargo.
En el 2014 se consagró Bicampeón de la Primera División de Paraguay, tras ganar el Apertura 2014 y Clausura 2014, respectivamente.

## Selección nacional
Sarabia debutó en la Selección Paraguaya en 1995, y en total ha jugado 47 partidos internacionales. Representó a su país en los Mundiales de 1998 y 2002.

## Clubes

### Como futbolista
| Club           | País      | Año       |
| -------------- | --------- | --------- |
| Sport Colombia | Paraguay  | 1992-1993 |
| Cerro Porteño  | Paraguay  | 1994-1996 |
| Banfield       | Argentina | 1996-1997 |
| River Plate    | Argentina | 1997-2002 |
| Jaguares       | México    | 2002-2003 |
| Libertad       | Paraguay  | 2003      |
| Cerro Porteño  | Paraguay  | 2004-2005 |
| Libertad       | Paraguay  | 2005-2012 |

### Como entrenador
Datos actualizados al 8 de abril de 2022.
| Club                       | País     | Año               | PJ  | PG | PE | PP | Rendimiento |
| -------------------------- | -------- | ----------------- | --- | -- | -- | -- | ----------- |
| Libertad                   | Paraguay | 2013 - 2015       | 95  | 52 | 21 | 22 | 62.11%      |
| Selección Paraguaya Sub-20 | Paraguay | 2016 - 2017       | 4   | 1  | 1  | 2  | 33.33%      |
| Deportivo Santaní          | Paraguay | 2017 - 2018       | 21  | 8  | 4  | 9  | 44.45%      |
| Sportivo Luqueño           | Paraguay | 2018 - 2019       | 13  | 4  | 3  | 6  | 38.46%      |
| Deportivo Santaní          | Paraguay | 2019 - 2020       | 9   | 2  | 3  | 4  | 33.33%      |
| Selección Paraguaya Sub-20 | Paraguay | 2020              | ?   | ?  | ?  | ?  | ?           |
| 12 de Octubre              | Paraguay | 2020 - 2022       | 61  | 18 | 23 | 20 | 42.08%      |
| Nacional                   | Paraguay | 2022 - Actualidad | 2   | 2  | 0  | 0  | 100%        |
| Total                      | Total    | Total             | 205 | 87 | 55 | 63 | 51.38%      |

## Estadísticas
Datos actualizados al fin de la carrera deportiva.
| Cerro Porteño Paraguay |               |               |     |    |     |     |     |    |
| 1.ª | 1996          | 8             | 2   | 6  | 0   | 14  | 2   |    |
| 1.ª | 2004          | 35            | 0   | 4  | 0   | 14  | 2   |    |
| 1.ª | 2005          | 12            | 0   | 8  | 0   | 20  | 0   |    |
| Total club | Total club    | 55            | 2   | 18 | 0   | 73  | 2   |    |
| Banfield Argentina |               |               |     |    |     |     |     |    |
| 1.ª | A-1996        | 13            | 1   | -  | -   | 13  | 1   |    |
| 1.ª | C-1997        | 15            | 0   | -  | -   | 15  | 0   |    |
| Total club | Total club    | 28            | 1   | 0  | 0   | 28  | 1   |    |
| River Plate Argentina |               |               |     |    |     |     |     |    |
| 1.ª | A-1997        | 6             | 0   | -  | -   | 6   | 0   |    |
| 1.ª | C-1998        | 10            | 0   | 5  | 0   | 15  | 0   |    |
| 1.ª | A-1998        | 13            | 0   | 6  | 0   | 19  | 0   |    |
| 1.ª | C-1999        | 13            | 0   | 7  | 0   | 20  | 0   |    |
| 1.ª | A-1999        | 16            | 0   | 4  | 0   | 20  | 0   |    |
| 1.ª | C-2000        | 3             | 0   | 4  | 0   | 7   | 0   |    |
| 1.ª | A-2000        | 2             | 0   | 8  | 1   | 10  | 1   |    |
| 1.ª | C-2001        | 17            | 0   | 5  | 0   | 22  | 0   |    |
| 1.ª | A-2001        | 2             | 0   | 3  | 0   | 5   | 0   |    |
| 1.ª | C-2002        | -             | -   | 4  | 0   | 4   | 0   |    |
| Total club | Total club    | 82            | 0   | 46 | 1   | 128 | 1   |    |
| Chiapas · México |               |               |     |    |     |     |     |    |
| 1.ª | A-2002        | 15            | 0   | -  | -   | 15  | 0   |    |
| 1.ª | C-2003        | 18            | 0   | -  | -   | 18  | 0   |    |
| Total club | Total club    | 33            | 0   | 0  | 0   | 33  | 0   |    |
| Libertad Paraguay |               |               |     |    |     |     |     |    |
| 1.ª | 2003          | 12            | 1   | 5  | 0   | 17  | 1   |    |
| 1.ª | 2005          | 12            | 0   | -  | -   | 12  | 0   |    |
| 1.ª | 2006          | 32            | 1   | 16 | 0   | 48  | 1   |    |
| 1.ª | 2007          | 35            | 0   | 11 | 0   | 47  | 0   |    |
| 1.ª | 2008          | 41            | 0   | 6  | 0   | 47  | 0   |    |
| 1.ª | 2009          | 43            | 0   | 10 | 0   | 53  | 0   |    |
| 1.ª | A-2010        | 16            | 1   | 12 | 0   | 28  | 1   |    |
| 1.ª | C-2010        | 20            | 1   | -  | -   | 20  | 1   |    |
| 1.ª | A-2011        | 12            | 3   | -  | -   | 12  | 3   |    |
| 1.ª | C-2011        | 19            | 1   | 1  | 0   | 20  | 1   |    |
| 1.ª | A-2011        | 7             | 0   | -  | -   | 7   | 0   |    |
| Total club | Total club    | 249           | 8   | 61 | 0   | 310 | 8   |    |
| Total carrera | Total carrera | Total carrera | 447 | 11 | 125 | 1   | 572 | 12 |
| (1) Incluye datos de la Copa Libertadores (1996, 1998, 1999, 2000, 2001, 2002, 2005, 2006, 2007, 2008, 2009, 2010); Copa Mercosur (1998, 1999, 2000, 2001); Copa Sudamericana (2003, 2004, 2006, 2007, 2008, 2009, 2011). (2) No incluye goles en partidos amistosos. |               |               |     |    |     |     |     |    |

## Palmarés

### Como futbolista

#### Torneos nacionales
| Título                        | Club           | País      | Año    |
| ----------------------------- | -------------- | --------- | ------ |
| División Intermedia           | Sport Colombia | Paraguay  | 1992   |
| Primera División              | Cerro Porteño  | Paraguay  | 1994   |
| Primera División de Argentina | River Plate    | Argentina | A-1997 |
| Primera División de Argentina | River Plate    | Argentina | A-1999 |
| Primera División de Argentina | River Plate    | Argentina | C-2000 |
| Primera División de Argentina | River Plate    | Argentina | C-2002 |
| Primera División              | Libertad       | Paraguay  | 2003   |
| Primera División              | Cerro Porteño  | Paraguay  | 2004   |
| Primera División              | Libertad       | Paraguay  | 2006   |
| Primera División              | Libertad       | Paraguay  | 2007   |
| Primera División              | Libertad       | Paraguay  | A-2008 |
| Primera División              | Libertad       | Paraguay  | C-2008 |
| Primera División              | Libertad       | Paraguay  | C-2010 |

### Como entrenador

#### Torneos nacionales
| Título           | Club     | País     | Año    |
| ---------------- | -------- | -------- | ------ |
| Primera División | Libertad | Paraguay | A-2014 |
| Primera División | Libertad | Paraguay | C-2014 |